# Executie van vijf Nederlandse SS'ers door het Edese verzet

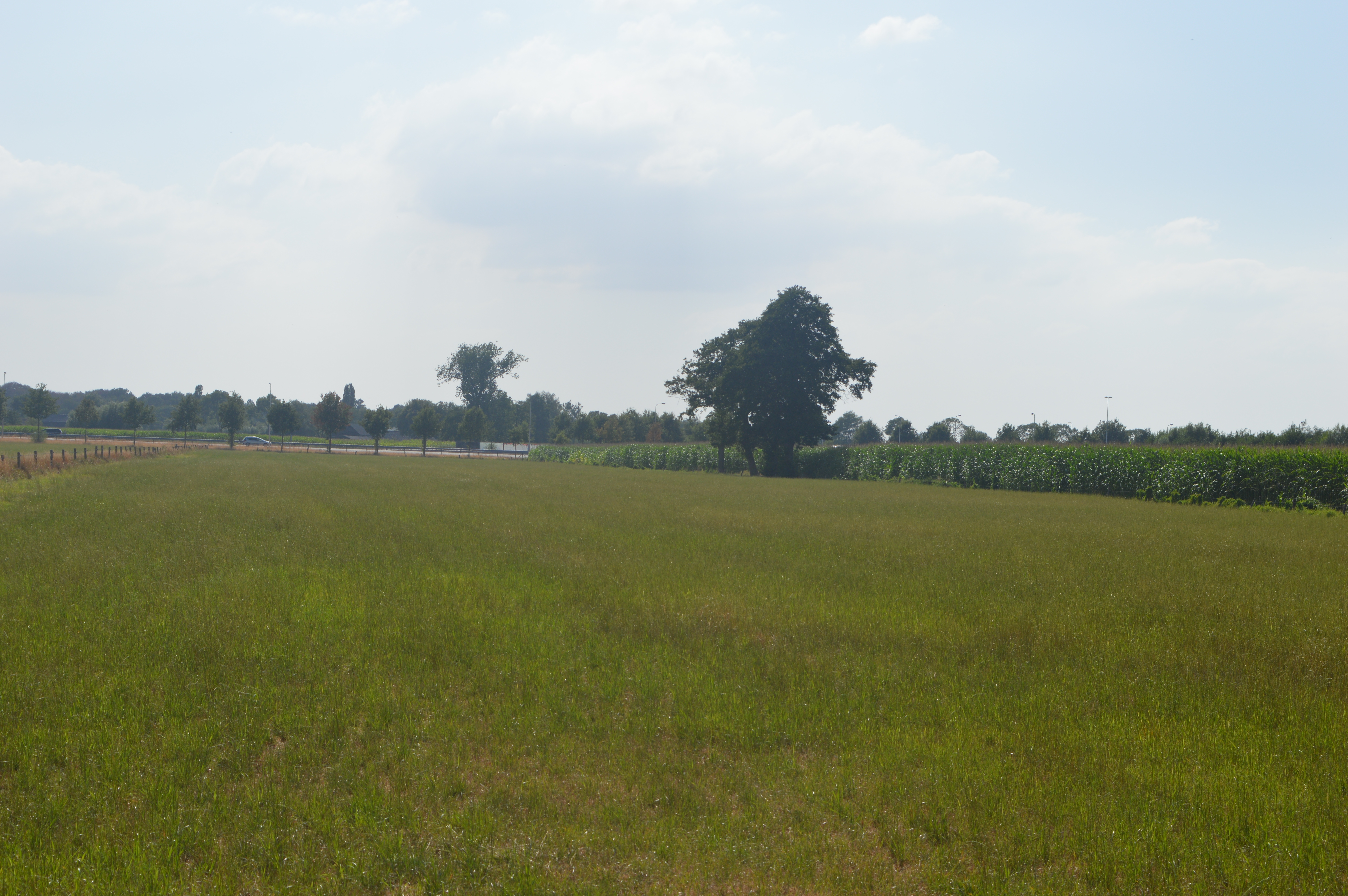
Het weiland aan de Zecksteeg 24 waar de executie plaatsvond. De schaapskooi stond ter hoogte van vier bomen die tegen het maisveld aan staan. Op de achtergrond is de A30 te zien.

De executie van 5 Nederlandse SS'ers vond plaats eind september 1944 in een schaapskooi aan de Zecksteeg nabij Ede. Vier van de vijf SS'ers waren door leden van het Edese verzet gevangen genomen, de vijfde door Britse parachutisten die deelnamen aan de Slag om Arnhem. De vijf werden gevangen gezet in de schaapskooi, maar deze was kort daarop nodig voor de opvang van parachutisten die na de verloren slag in het gebied waren achtergebleven. Het Edese verzet zag de executie van de gevangenen als enige optie.

## Achtergrond
Op 17 september 1944 en de dagen daarna vonden er rondom Ede massale luchtlandingen plaats. Het was de taak van de 1e Luchtlandingsdivisie de Rijnbrug van Arnhem te veroveren. De luchtlandingen maakten onderdeel uit van Operatie Market Garden. In eerste instantie was er bij zowel de Nederlandse bevolking als de geallieerden sprake van een optimistische stemming. Het leek er op dat Midden-Nederland snel zou worden bevrijd. Pas na de eerste dagen sloeg de stemming drastisch om toen duidelijk werd dat de weerstand van de Duitse bezetter veel sterker was dan verwacht.
Op het moment dat de stemming nog positief was zouden volgens Ben Verduijn leden van het Edese verzet vier Nederlandse SS'ers, die gedeserteerd waren tijdens gevechten rondom de Ginkelse Heide, gevangen hebben genomen. De vijfde SS'er volgde kort daarna. De verwachting was dat zij binnen een paar dagen overgedragen konden worden aan de geallieerden. Derk Wildeboer, leider van de Binnenlandse Strijdkrachten en omgeving, benaderde samen met Kees Hey Gijs Janssen. Janssen had een boerderij bij de Zecksteeg, een stuk buiten Ede gelegen. Hij had daar ook een schaapskooi die ideaal leek om de vier SS'ers tijdelijk vast te houden. Voor de bewaking was een groep jongemannen van het Edese verzet verantwoordelijk.
Een alternatieve lezing komt van Marcel Hertz. Hij schrijft dat de SS'ers al op Dolle Dinsdag, te weten 5 september, gevangen werden genomen. Zij hadden zich in Lunteren onder de bevolking gemengd en hadden volgens Hertz te veel gezien. Hij beschrijft hoe een deel van de schuur van boven naar beneden met prikkeldraad was afgezet.
Na de verloren Slag om Arnhem doken verschillende achtergebleven Britse parachutisten op in de regio, die werden opgevangen door het verzet. Een groepje militairen werd ondergebracht in de schaapskooi aan de Zecksteeg. In eerste instantie leek dat een ideale oplossing, aangezien de Edese verzetslieden dan niet telkens op en neer hoefden te fietsen naar de schaapskooi, iets wat op termijn in de gaten kon lopen. Na een paar dagen doken er echter zoveel parachutisten op dat de gehele schaapskooi nodig was voor de opvang. Een groep parachutisten had bovendien een krijgsgevangene gemaakt, ook een Nederlandse SS'er. Hij werd naar de schaapskooi overgebracht, waarmee het aantal gevangenen op vijf kwam.
De Edese verzetsleiding stond voor een dilemma. De SS'ers vrijlaten was geen optie, omdat zij te veel hadden gezien. Ook was het niet duidelijk hoe lang de oorlog nog zou voortduren. Naarmate de tijd verstreek zouden de risico's toenemen. Liquidatie leek de meest voor de hand liggende oplossing. Een deel van de BS-leiding kon daar niet mee instemmen. Menno de Nooij stelde een commissie van vijf "wijze" mannen aan, die tot de conclusie kwam dat de enige logische optie was de gevangenen te executeren. Een van de SS'ers was van rooms-katholieke afkomst. Henk Wildenburg smeekte de plaatselijke pastoor of deze wilde meekomen om hem de biecht af te nemen en het laatste sacrament toe te dienen, maar deze wilde niets weten van de executie.
De Nooij vroeg advies aan de Britse arts Donald Olliff wat de minst pijnlijke manier was om iemand te doden. De officier antwoordde dat dat was door een kogel in het hoofd. Nog diezelfde avond werd het doodvonnis voltrokken. Op dat moment bevonden zich al bijna vijftig geallieerde militairen in de schaapskooi. Een van de SS'ers viel flauw toen hem duidelijk werd wat zijn lot zou zijn. Bij een jongen van zeventien ging het pistool pas na vier keer over. Elke verzetsman nam de executie op zich van een SS'er. Olliff constateerde de dood en om te onderstrepen dat hij het eens was met de beslissing bracht hij de nacht door op de plek naast de schaapskooi waar de parachutisten de lichamen hadden begraven. Londen werd via de geheime radiozender van Gilbert Sadi Kirschen ingelicht over de gebeurtenis en gaf achteraf toestemming.

## Nasleep
De identiteitspapieren van de SS'ers werden meegenomen door Aart Melis Jochemsen, die ze verstopte in het dak van zijn boerderij. Op 31 december 1944 werd zijn boerderij echter door de Duitsers in brand gestoken, omdat hij onderdak had geboden aan Abraham du Bois. Daarmee gingen ook de identiteitspapieren verloren. Na de oorlog werden de lichamen opgegraven en overgebracht naar de Algemene Begraafplaats van Ede en later naar de Duitse militaire begraafplaats in Ysselsteyn, waar ze ongeïdentificeerd werden herbegraven. Sommige verzetsmensen die betrokken waren bij de executie hadden de rest van hun leven lang te kampen met psychische klachten.